# Luigi Famiglietti
Luigi Famiglietti (Avellino, 14 agosto 1975) è un politico italiano.

## Biografia
Nato ad Avellino nel 1975, frequenta il liceo classico a Frigento, in provincia di Avellino, dove vive. Si iscrive poi alla facoltà di Giurisprudenza di Napoli, diventando dottore nel 2003 con una tesi in diritto amministrativo. Frequenta, infine, un corso post laurea in diritto e finanza degli enti locali.
È stato sindaco di Frigento dal 28 maggio 2006 al 6 giugno 2016.
Alle elezioni politiche del 2013 viene candidato alla Camera dei deputati, ed eletto deputato tra le liste del Partito Democratico nella circoscrizione Campania 2. Nella XVII legislatura della Repubblica è stato componente delle 1ª Commissione Affari Costituzionali, della Giunta delle elezioni e del Comitato parlamentare per i procedimenti di accusa.
Avvocato, fa parte dell'area renziana del Partito Democratico e attualmente ricopre la carica di presidente dell'associazione Big Bang Campania.